# 마가야네스이데라안타르티카칠레나주

마가야네스이데라안타르티카칠레나주의 위치

마가야네스이데라안타르티카칠레나주(스페인어: XII Región de Magallanes y de la Antártica Chilena), 또는 마가야네스주(스페인어: Región de Magallanes)는 칠레 남부에 위치한 주로 주도는 푼타아레나스이며 면적은 132,291.1km2, 인구는 155,332명(2012년 기준)이다. 4개 현(마가야네스 현, 티에라델푸에고 현, 울티마에스페란사 현, 안타르티카칠레나 현)을 관할한다.
안타르티카칠레나 현은 칠레령 남극 지역과 티에라델푸에고 제도의 남부를 포함하고 있어 칠레에서 가장 넓은 행정 구역이다. 하지만 남극 지역의 영유권은 국제 사회에서 인정받지 못하고 있다.

주기
주 문장

## 같이 보기
- 칠레령 남극 지역